# スパルタンX (ゲーム)
『スパルタンX』（スパルタンエックス）は、1984年に稼働したアイレムのアーケードゲームであり、任意スクロールアクションゲーム。日本国外ではKUNG-FU MASTER（カンフー・マスター）のタイトルでデータイーストのグループ会社データイーストUSAよりライセンス販売された。
ジャッキー・チェン主演の同名映画『スパルタンX』（1984年）を題材とするが、主人公とヒロインの名前以外に登場人物の共通点はない。ストーリーも映画とは全く関連せず、敵を倒しながら塔を登っていくなど、むしろブルース・リーの主演映画『死亡遊戯』（1978年）を彷彿とさせる。
本作の稼働後はファミリーコンピュータ版をはじめ、各機種に移植された（#移植版）。

## ゲーム内容
主人公・トーマスを操作して、左、右、しゃがみ、ジャンプによる移動（4方向レバー）と、パンチとキック（2ボタン）を組み合わせて敵を倒しながら進み、各階のボスを倒してシルビアを取り戻すことが目的。ステージ中に体力または制限時間がなくなるとミスとなり、トーマスの残り人数が減る。スコアが5万点を超えるとトーマスの残り人数が1増加。残り人数が全てなくなるとゲームオーバーとなる。
ステージは全5階で構成され、奇数階は左方向、偶数階は右方向へと進む。偶数階の前半はさまざまなトラップが仕掛けられており、各階の最後にはそれぞれボスが待ち受けている。5階をクリアするとシルビアを奪還でき、一応のエンディングをむかえる。

## キャラクター

### 戦闘員
つかみ男
ゲーム中における最弱の敵キャラクター。だが掴まれると、もがかない限り死ぬまで体力を吸い取られる。
ナイフ投げ
ナイフを投げてくる敵。いわゆる中ボス格の戦闘員で、トーマスと距離を取りながらナイフを上下に投げ分ける。攻撃を2発当てないと倒せない。
トムトム
2階以降に登場する体の小さな戦闘員。つかみ男と同じく体力を吸い取る。小柄なため上段攻撃がヒットしない。ときおりトーマスの頭に体当たりをするジャンプ攻撃を仕掛けてくる。

### トラップ
蛇
2階と4階に登場。2階では天井から降ってくる壷の中から出現し、トーマスに向かってくる。4階では妖術使いが投げつける玉から現れる。壷状態時のみ撃破可能（蛇になると無敵）。
龍
2階と4階に登場。2階では天井から降ってくる玉の中から出現し、火を噴く。4階では妖術使いが投げつける玉から現れる。
くす玉
2階に登場するオレンジ色の玉。天井から釣り下がり、時間が経つと爆発して3方向に玉をばら撒く。
毒蛾
4階に登場。壁の穴から出現。妖術使いが投げつける玉から出現することもある。

### 各階のボス
棒術使い
1階のボス。手にした棒でトーマスを殴りつける。2000点。
ブーメラン使い
2階のボス。ブーメランを飛ばしてくる。ブーメラン使いを倒しても、ブーメランの攻撃判定は残る。3000点。
怪力男
3階のボス。スキンヘッドで色黒の巨漢。パンチやキックは当たると大ダメージ。3000点。
妖術使い
4階のボス。火炎弾を飛ばす、分身する、消えるなどの行動をとる曲者。弱点は胴体のみ。5000点。
Mr.X
5階のボスで、一味の親玉。突きや蹴りを繰り出し、ときにはトーマスの攻撃をガードする。10000点。

## 移植版
| No. | タイトル                       | 発売日                                     | 対応機種                                                 | 開発元                   | 発売元                 | メディア                            | 型式                         | 売上本数                             | 備考                                                     |
| --- | ------------------------------ | ------------------------------------------ | -------------------------------------------------------- | ------------------------ | ---------------------- | ----------------------------------- | ---------------------------- | ------------------------------------ | -------------------------------------------------------- |
| 1   | スパルタンX Kung Fu            | 1985年6月21日 1985年10月18日 1987年4月15日 | ファミリーコンピュータ                                   | 任天堂開発第4部 アイレム | 任天堂                 | 320キロビットロムカセット           | HVC-SX NES-SX-USA NES-SX-NOE | 約142万本 約164万本 約38万本 350万本 |                                                          |
| 2   | 聖拳アチョー                   | 1985年                                     | MSX                                                      | アスキー                 | アスキー               | ロムカセット                        | -                            | -                                    |                                                          |
| 3   | Kung-Fu Master                 | 1985年                                     | Apple II コモドール64                                    | Berkeley Software        | データイーストUSA      | フロッピーディスク                  | -                            | -                                    | 欧州ではコモドール64版のみ発売                           |
| 4   | Kung-Fu Master                 | 1986年                                     | ZX Spectrum                                              | Ocean Software           | U.S. Gold              | フロッピーディスク                  | -                            | -                                    |                                                          |
| 5   | Kung-Fu Master                 | 1987年5月12日                              | Atari 2600                                               | アクティビジョン         | アクティビジョン       | ロムカセット                        | AG-039                       | -                                    |                                                          |
| 6   | Kung-Fu Master                 | 1987年                                     | Amstrad CPC                                              | Ocean Software           | U.S. Gold              | フロッピーディスク                  | -                            | -                                    |                                                          |
| 7   | Kung-Fu Master                 | 1989年                                     | Atari 7800                                               | Absolute Entertainment   | Absolute Entertainment | ロムカセット                        | AM-039-04                    | -                                    |                                                          |
| 8   | スパルタンX Kung Fu Master     | 1990年12月11日 1991年2月 1991年            | ゲームボーイ                                             | アイレム                 | アイレム               | 512キロビットロムカセット           | DMG-SXJ DMG-SX DMG-SX-NOE    | -                                    | リメイク版                                               |
| 9   | アイレムアーケードクラシックス | 1996年4月26日                              | セガサターン PlayStation                                 | アイレム                 | アイマックス           | CD-ROM                              | T-22403G SLPS-00341          | -                                    | アーケード版の移植、オリジナル版とアレンジBGMを収録      |
| 10  | アイレムアーケードクラシックス | 2010年10月27日                             | PlayStation 3 PlayStation Portable (PlayStation Network) | アイレム                 | アイマックス           | ダウンロード （ゲームアーカイブス） | -                            | -                                    | アーケード版の移植、2011年8月11日配信終了                |
| 11  | IREM Arcade Hits               | 2011年8月21日                              | macOS                                                    | DotEmu                   | DotEmu                 | ダウンロード                        | -                            | -                                    | アーケード版の移植、本作の他に17本アーケード作品同時収録 |
| 12  | IREM Arcade Hits               | 2011年12月9日                              | Windows                                                  | DotEmu                   | DotEmu                 | ダウンロード                        | -                            | -                                    | アーケード版の移植、本作の他に17本アーケード作品同時収録 |
| 13  | IREM Arcade Hits               | 2013年11月2日                              | Desura                                                   | Plug In Digital          | Plug In Digital        | ダウンロード                        | -                            | -                                    | アーケード版の移植、本作の他に17本アーケード作品同時収録 |

ファミリーコンピュータ版
1985年6月21日、ファミリーコンピュータ用ソフトとして任天堂より発売。ディレクターは宮本茂。
アイレムのスコット津村によると、自社のファミコン参入第一弾として発売予定が、是が非でも任天堂から発売したい宮本茂がアイレムと交渉したという。
「1 PLAYER GAME A」「1 PLAYER GAME B」「2 PLAYER GAME A」「2 PLAYER GAME B」から選択でき、GAME BはGAME Aより難易度が高い。
アーケード版での演出であるトーマスが戦いの前にMr.Xからの挑戦状を見るシーンがカットされた。
5階のクリア後は再び1階へ戻り、少し難易度が上がったステージを繰り返す。
隠しボーナス要素として、12の倍数ごとに掴み男を飛び蹴りで倒すと5,000点を獲得できる。
ゲームクリア時に「CONGRATULATIONS」の文字が表示される（アーケード版には存在しない）。
合成音声の実装により、ボス戦で敗れた際やステージ間のデモ画面にて笑い声がこだまする。怪力男にやられた時の笑い声は他のボス（男性キャラクター）の声より低い一方で、妖術使いにやられた時の笑い声は他のボスの声よりも高い。一部の効果音は翌年発売の『スーパーチャイニーズ』に流用された。
ポニーキャニオンの許諾を得たうえで『スパルタンX』のタイトルを使用している。
日本国外のNES版では『KUNG-FU』のタイトルで発売。後年には日本国内でも同タイトルに変更され、少数ながら販売されている。
スタッフ
エグゼクティブ・プロデューサー：山内溥
プロデューサー：宮本茂
ディレクター：宮本茂
ゲーム・デザイナー：宮本茂、手塚卓志
プログラマー：中郷俊彦
サウンドエフェクト：近藤浩治
オリジナル・ゲーム・デザイン：西山隆志
MSX版
1985年にアスキーから『聖拳アチョー』のタイトルで発売。タイトル変更の理由は、日本での劇場公開とほぼ同時にポニー（現・ポニーキャニオン）が『ジャッキー・チェンのスパルタンX』というアーケード版とは異なるパソコンゲームをタイアップ発売した権利関係のため。
ゲームボーイ版
1990年12月11日にアイレムが発売したリメイク作品。
主人公とヒロインの名前以外はほぼ別作品と呼べる内容。ストーリーを「Mr.Xからシルビアを救出する」から「謎の富豪ザップ・モーガンの野望を阻止する」に変更。全てのステージが右方向に進み、序盤のステージは屋外での戦闘になった。主人公の攻撃パターンが増え、オリジナルにはないアイテムを追加。テレビCMは倉庫の中の木箱からカンフー使いが飛び出すというもの。
アイレムアーケードクラシックス版
1996年4月26日、アイマックスからセガサターン版とPlayStation版が発売。『ジッピーレース』（1983年）、『10ヤードファイト』（1983年）とともにアーケード版をほぼ完全移植にて収録。2010年10月27日から2011年8月11日までPlayStation版がゲームアーカイブスにて配信された。

## 評価
アーケード版
1998年刊行のゲーメストムック『ザ・ベストゲーム2』にて、『名作・秀作・天才的タイトル』と認定された「ザ・ベストゲーム」に選定された。「この『スパルタンX』がなければ『ファイナルファイト』も『ストII』も『バーチャファイター』もなかっただろう。現在の格闘アクションゲーム・対戦格闘の草分け的な作品だ」、「ラスボスという存在や、エンディング、体力ゲージがあるといった、当時としては非常に珍しいものを多く持っていた」、「アーケードゲームの進化において非常に重要なゲームである」と評価を受けている。

### 反響
ファミリーコンピュータ版の発売時、周回を重ねることでMr.Xを倒したあとにシルビアが敵となり襲いかかってくるという漫画をもとにしたデマが流布した。

## その他
- プレイステーション用アクションゲームのプロモーションでジャッキーが来日した際、本ゲームの話題が持ち上がった。許諾を得た末の発売であることを知らないジャッキーは「ギャラを寄こせ」というジェスチャー（人差し指、中指と親指を擦り合わせる仕草）を見せている（本人いわく冗談による行動）。
- ゲームの宣伝ポスターには同名映画のスチールを使用したが、タイトルおよび主人公とヒロインの名前以外、映画とゲームに関連性はない。これは映画の内容を把握せず先行してゲーム制作にあたったため[注 3]。

## 関連作品
スパルタンX2
1991年9月27日にアイレムより発売されたファミリーコンピュータ用ソフト。主人公は捜査官の「ジョニー・スパルタン(設定としては一応前作のトーマスと同一人物だが、偽名を使っている。ゲーム中やパッケージの風貌はジャッキー・チェンに全く似ていない。)」、敵は麻薬シンジケートになっている。続編を思わせるタイトルでありながらオリジナル作品に関する版権表記がタイトル画面などに存在しない。ゲーム内容も完全なオリジナル。
ビジランテ
『スパルタンX』のゲームシステムを踏襲する右スクロールアクションゲーム。Wiiのバーチャルコンソール（2007年より）および、Wii Uのバーチャルコンソール（2015年より）にてPCエンジン版が配信されている（2012年から2013年にかけWii版のみ配信停止していた）。
スペクターZ
SCEから発売のPSP用ソフト『ピポサルアカデミ～ア －どっさり!サルゲ～大全集－』に収録されたゲームの一つ。移動・ジャンプ・しゃがみ・パンチ&キックとゲームシステムはスパルタンXと全く同じ。プレイヤーおよび敵キャラは全てピポサル。1～5階のボスはそれぞれウッキーファイブの5人が担当、最後に屋上で待ち構えるスペクターと戦う全6階構成となっている。